# روبيرت لاموت
روبيرت لاموت (18 مارس 1911 - 1996) لاعب كرة قدم بلجيكي راحل كان يجيد اللعب في خط الهجوم.
لعب طوال مسيرته الرياضية في أندية بروكسل (1933-1938) أولمبيك تشارلروا (1938-1946).
مثل منتخب بلجيكا في 7 مباريات مسجلا هدفين (1933-1939). شارك مع منتخب بلجيكا في بطولة كأس العالم 1934 في إيطاليا حيث خرج من الدور الثمن النهائي.

## وصلات خارجية
- روبيرت لاموت على موقع الاتحاد الدولي (مؤرشف)  (الإنجليزية)
- روبيرت لاموت على موقع الاتحاد البلجيكي (الإنجليزية)
- روبيرت لاموت على موقع قاعدة بيانات كرة القدم.إي يو (الإنجليزية)
- روبيرت لاموت على موقع ناشيونال فوتبول تيمز (الإنجليزية)
- روبيرت لاموت على موقع Soccerway.com (الإنجليزية)
- روبيرت لاموت على موقع عالم كرة القدم.نت (الإنجليزية)

- هذا سيرة ذاتية